# Xanthodelphax flaveolus
Xanthodelphax flaveolus är en insektsart som först beskrevs av Flor 1861.  Xanthodelphax flaveolus ingår i släktet Xanthodelphax, och familjen sporrstritar. Arten är reproducerande i Sverige.